# 楊士青
楊士青（1971年—），暱稱依瑪貓（Imacat），軟體工程師、台灣女子自由軟體工作小組（WoFOSS）與Pyladies Taiwan發起人、OpenOffice開發管理團隊成員、跨性別運動者。目前為台灣維基媒體協會常務理事。

## 小傳
楊士青生於1971年。她從學生時代就開始關注性別議題，並參與女性權益相關的社會運動。包括台大椰林風情拉子版版主、公娼自救會的義工等。2009年，楊士青有感臺灣缺乏女性為主的自由軟體組織，於是在透過噗浪認識數位投身自由軟體的女性，並討論引入女性自由軟體組織的可能性。起初她們考慮引入Debian Women，但由於對社群不夠熟悉、成員分散各地等因素，Debian Women的計畫失敗。2010年，楊士青透過COSCUP與Gnome Taiwan的女性參與實習計畫找到參與者，並發起台灣女子自由軟體工作小組（WoFOSS）。是臺灣首個女性軟體工程師社群。依照楊士青觀察，大部分的WoFOSS聚會參與者，是首度參與開源社群。2013年，楊士青主辦首屆Pyladies Taiwan。2015年，WoFOSS和Wikimedia Taiwan發起「薇姬的房間」計畫，鼓勵女性參與者投入維基百科、並培養專注女性書寫的維基百科女性寫手。楊士青本人也是維基百科的活躍參與者。她多次強調維基百科的性別偏誤，並試圖解決該問題。
2010年，楊士青考上國立臺灣師範大學教育研究所。2015年至2017年，楊士青使用師大游泳池的女性更衣間，但受到投訴，楊士青對投訴則提起性平申訴。師大性平會最後同意她繼續使用女性更衣室。楊士青之後發現投訴與騷擾持續，決定進行第二次申訴。在第二次申訴，師大性平會不但同意她繼續使用女性更衣室，更要求學校要主動營造性別友善環境、不得歧視跨性別、支持跨性別者依照性別認同使用公共設施。台師大校長吳正己表示，該次事件為學校進一步打造性別友善環境的契機。2024年，楊士青等人赴中選會陳情，要求選舉工作人員在身份驗證上，改善對跨性別者的態度。同時鼓勵多元性別族群，行使政治權利。

## 專長
2005年，楊士青想要建置網站，因此需要開發網路程式；但她發現早期的Windows NT環境，難以開發各種自訂功能，需依賴系統提供的功能。因此決定轉向Linux環境。
楊士青專長Perl、PHP、Java、C語言、C++、BASIC、JavaScript等語言，是Apache OpenOffice的開發管理團隊成員，並負責管理OpenOffice論壇。2010年，她在COSCUP演講「OpenOffice的魔術」，展示如何使用遠端遙控OpenOffice Impress。2012年，楊士青以OpenOffice成員身份參加ApacheConEU。此外，楊士青還是Oracle自由講師，主要教授OpenOffice和Perl。

## 觀點
楊士青致力性別相關議題。她認為資訊工程領域的女性不足，主因與「女性擅長文科、男性擅長數理」的刻板印象有關。同時也認為資訊工程領域成員由於女性人數少，而造成對女性產生特殊待遇，也會讓女性不自在。針對刻板印象問題，她認為應以對「人」的尊重為基本條件，增加女性參與解決。針對男女的特質，楊士青則認為其源自環境養成，而非性別本質的差異。

## 脚注
1. ↑  Women in Free and Open Source Software in Taiwan，又稱「好自由小組」

## 延伸閱讀
- 黃耀暉. . 師大青年報. 2016-05-30  [2025-06-12]. （原始内容存档于2023-03-06）.

## 外部連結
- 官方网站
- 依瑪貓的部落格。  （页面存档备份，存于）
- 依瑪貓的Plurk專頁